# Шварцах (приток Майна)
Шварцах (нем. Schwarzach) — река в Германии, протекает по земле Бавария, левый приток Майна. Речной индекс 2432. Длина — 20,11 км. Площадь бассейна — 171,78 км². Высота истока 455 м. Высота устья 188 м.
Щварцах берёт начало северо-западнее Обершварцаха. В верховье он вначале называется Sägbrunngrabens, затем, вплоть до Обершварцаха, носит название Handthaler Bach.